# Rajon Sjanno

Rajon Sjanno, Karte

Der Rajon Sjanno (belarussisch Сенненскі раён; russisch Сенненский район) ist eine Verwaltungseinheit im Südosten der Wizebskaja Woblasz in Belarus mit dem administrativen Zentrum in der Stadt Sjanno. Der Rajon hat eine Fläche von 1964 km² und umfasst 335 Ortschaften.

## Geographie
Der Rajon Sjanno liegt im Südosten der Wizebskaja Woblasz. Die Nachbarrajone in der Woblast Wizebsk sind im Westen Tschaschniki, im Nordwesten Beschankowitschy, im Nordosten Wizebsk, im Osten Ljosna, im Südosten Orscha und im Süden Talatschyn.

## Geschichte
Der Rajon Sjanno wurde am 17. Juli 1924 gebildet.